# Kanton Mayenne-Est
Kanton Mayenne-Est (fr. Canton de Mayenne-Est) je francouzský kanton v departementu Mayenne v regionu Pays de la Loire. Tvoří ho 12 obcí.

## Obce kantonu
- Aron
- La Bazoge-Montpinçon
- La Bazouge-des-Alleux
- Belgeard
- Commer
- Grazay
- Marcillé-la-Ville
- Martigné-sur-Mayenne
- Mayenne (východní část)
- Moulay
- Sacé
- Saint-Fraimbault-de-Prières